# Kangnido
Kangnido (hangul 강리도, hancha 疆理圖), pełna nazwa Honil Kangni Yŏktae Kukto Chi To (kor. „Mapa połączonych ziem, regionów, krain historycznych i stolic”) – koreańska mapa świata, sporządzona około 1402 roku przez konfucjańskiego uczonego Kwŏn Kŭna. Jest to najstarsza znana obecnie mapa świata sporządzona w Azji Wschodniej. 
Mapa została sporządzona na podstawie wcześniejszych map chińskich. Nazwy miast chińskich są identyczne z używanymi ok. 1320, co wskazuje, że była ona oparta na mapach chińskich z tego czasu. Przedstawiono na niej cały znany ówcześnie świat, chociaż w mocno zniekształcony sposób, nadmiernie eksponując Azję, zaś pozostałe regiony traktując peryferyjnie. We wschodniej części mapy znajduje się Półwysep Koreański, ukazany w sposób nieproporcjonalnie wielki, trzykrotnie większy od przedstawionej poniżej niego Japonii. W części świata bliskiej autorowi starannie ukazano pasma górskie i biegi rzek, w miarę oddalania się na zachód odwzorowanie robi się jednak coraz mniej dokładne, nie uchwycono w ogóle charakterystycznego kształtu Półwyspu Indyjskiego. Z lewej strony mapy widać Afrykę i Europę, przedstawione dosyć wiernie, zaznaczono m.in. Morze Śródziemne i Czarne, Półwysep Arabski, Morze Czerwone i bieg Nilu.
Afryka jest przedstawiona poprawnie, jako trójkąt „skierowany” na południe, w odróżnieniu od czternastowiecznych map europejskich i arabskich, które ukazywały Afrykę jako „wygiętą” na wschód. Około 35 nazw miejsc jest zaznaczonych w Afryce, a Aleksandria oznaczona jest symbolem przypominającym wieżyczkę, co może być odniesieniem do latarni morskiej na Faros. Podobnie jak na chińskich mapach Gobi, tak na Kangnido Sahara pokolorowana jest na czarno.
Zaznaczone na mapie Morze Śródziemne ma zasadniczo poprawny kształt, ale w odróżnieniu od innych mórz nie jest pokolorowane, co może wskazywać na fakt, że twórcy nie byli całkiem pewni, czy jest to zwyczajne morze. Około 100 miejsc w Europie jest zaznaczonych i opatrzonych nazwami; Francja i Niemcy są opisane fonetycznie (odpowiednio Fa-li-xi-na i A-lei-man-yi-a). Wskazuje to na lepszy stan wiedzy o Europie w ówczesnych krajach Dalekiego Wschodu, niż Europejczycy mieli wówczas o Azji Wschodniej. Źródłem tej wiedzy byli najprawdopodobniej kupcy arabscy, perscy i tureccy. Mapa nie zawiera informacji o kształcie Indii, którą Chińczycy nabyli bezpośrednio na skutek wypraw Zheng He (wyprawy te rozpoczęły się kilka lat po jej stworzeniu). Jej późniejsze, szesnastowieczne kopie ukazują już Indie jako półwysep między Afryką a Azją Południowo-Wschodnią.
Oryginał mapy nie zachował się do czasów współczesnych, w ciągu wieków wykonano jednak wiele jej kopii. Najstarsza i najbardziej znana z nich, sporządzona około 1470 roku, trafiła pod koniec XVI wieku do Japonii i znajduje się obecnie w bibliotece uniwersyteckiej Uniwersytetu Ryūkoku w Kioto.